# ژان-کلود کبابچیان
ژان-کلود کبابچیان (فرانسوی: Jean-Claude Kebabdjian‎؛ زادهٔ ۱۱ ژوئن ۱۹۴۲) روزنامه‌نگار و ویراستار فرانسوی ارمنی‌تبار می‌باشد. از دهه ۱۹۷۰ وی آگاهی از زبان و فرهنگ ارمنی را در درون جامعه فرانسوی و اروپایی افزایش داده‌است. مردم با تاریخ ارمنیان آشنا نبودند.

## فعالیت‌ها

### مرکز پژوهشی دیاسپورای ارمنی
وی رئیس و بنیانگذار مرکز پژوهشی دیاسپورای ارمنی (فرانسوی: Centre de Recherches sur la Diaspora Arménienne‎ CRDA) می‌باشد که در سال ۱۹۷۶ در پاریس تشکیل شده‌است. در دهه ۱۹۷۰، فرانسه و دیگر کشورهای اروپایی اطلاعات محدودی در مورد وسعت آنچه که بر مردم ارمنی در سال ۱۹۱۵ رخ داده بود، داشتند. نسل‌کشی ارمنی‌ها توسط رسانه‌ها و جوامع تحت سانسور قرار گرفته بود. در سال ۱۹۷۷ ژان-کلود کبابچیان «Astrid Editions» بنیانگذاری نمود که در سال ۱۹۸۰ به چاپ رسید. ژان-کلود کبابچیان پدیدآورنده «Turquie-Europe: le dialogue des intellectuels est-il possible?» می‌باشد.